# Космін Беркеуан
Космін Беркеуан (рум. Cosmin Bărcăuan, нар. 5 серпня 1978, Орадя) — румунський футболіст, захисник.
Відомий виступами за низку румунських та іноземних клубів, а також національну збірну Румунії.

## Клубна кар'єра
У дорослому футболі дебютував 1994 року виступами за команду клубу «Бігор», в якій провів п'ять сезонів.
Протягом 1999—2002 років захищав кольори команди клубу «Університатя» (Крайова).
Своєю грою за останню команду привернув увагу представників тренерського штабу клубу «Динамо» (Бухарест), до складу якого приєднався 2002 року. Відіграв за бухарестську команду наступні два сезони своєї ігрової кар'єри. Більшість часу, проведеного у складі бухарестського «Динамо», був основним гравцем захисту команди.
Згодом з 2004 по 2007 рік грав у складі команд клубів «Шахтар» (Донецьк), «Крила Рад» (Самара) та «Динамо» Бухарест, ПАОК.
Протягом 2007—2008 років захищав кольори команди клубу ОФІ, граючи на правах оренди, а з наступного сезону уклав з клубом професійний контракт.
Завершив професійну ігрову кар'єру на батьківщині, у клубі «Чахлеул», за команду якого виступав протягом 2010 року.

## Виступи за збірну
У 2000 році дебютував в офіційних матчах у складі національної збірної Румунії. Протягом кар'єри у національній команді, яка тривала 5 років, провів у формі головної команди країни лише 8 матчів, забивши 2 голи.
| Дата       | Місто            | Господарі | Результат | Гості     | Турнір            | Голи | Примітки |
| ---------- | ---------------- | --------- | --------- | --------- | ----------------- | ---- | -------- |
| 15/11/2000 | Бухарест         | Румунія   | 2 – 1     | Югославія | товариський матч  | 1    | 52'      |
| 05/12/2000 | Аннаба           | Алжир     | 3 – 2     | Румунія   | товариський матч  | -    | 46'      |
| 08/12/2000 | Аннаба           | Алжир     | 2 – 3     | Румунія   | товариський матч  | 1    | 86'      |
| 27/05/2004 | Дублін           | Ірландія  | 1 – 0     | Румунія   | товариський матч  | -    | 92'      |
| 18/08/2004 | Бухарест         | Румунія   | 2 – 1     | Фінляндія | Відбір до ЧС 2006 | -    |          |
| 08/09/2004 | Андорра-ла-Велья | Андорра   | 1 – 5     | Румунія   | Відбір до ЧС 2006 | -    |          |
| 09/10/2004 | Прага            | Чехія     | 1 – 0     | Румунія   | Відбір до ЧС 2006 | -    | 46'      |
| 17/11/2004 | Єреван           | Вірменія  | 1 – 1     | Румунія   | Відбір до ЧС 2006 | -    |          |
| Усього     |                  | Матчів    | 8         |           | Голів             | 2    |          |

## Титули і досягнення

### Гравець
«Динамо» (Бухарест)
- Чемпіонат Румунії
  - Чемпіон (1): 2002-03
- Кубок Румунії
  - Володар (2): 2002-03, 2003-04

 «Шахтар» (Донецьк)
- Чемпіонат України
  - Чемпіон (2): 2004-05, 2005-06